# Liste von Sprengstoffanschlägen im Jahr 1993
Die Liste von Sprengstoffanschlägen im Jahr 1993 erfasst Anschläge mit Sprengladungen und anderen Spreng- und Brandvorrichtungen gegen Einrichtungen und Ansammlungen von Menschen, die im Jahr 1993 passierten. Zu den Formen zählen unter anderem Auto- und Rucksackbomben. Siehe auch Liste von Anschlägen auf Verkehrsflugzeuge.

## Liste
| Datum         | Ereignis                                                                                     | Ort               | Staat                  | Tote    | Verletzte | Anmerkung, Quellen |
| ------------- | -------------------------------------------------------------------------------------------- | ----------------- | ---------------------- | ------- | --------- | ------------------ |
| 8. Jan. 1993  | Selbstmordattentat mit Autobombe auf Apartmentkomplex für Regierungsbeamte                   | Medellín          | Kolumbien              | 0 (+2)  | 39        | [ 1 ]              |
| 21. Jan. 1993 | Anschlag mit Autobombe auf Zivilisten                                                        | Bogotá            | Kolumbien              | 0       | 20        | [ 2 ]              |
| 22. Jan. 1993 | Sprengstoffanschlag auf Zivilisten                                                           | Hyderabad         | Pakistan               | 22      | 100       | [ 3 ]              |
| 30. Jan. 1993 | Anschlag mit Autobombe auf Zivilisten                                                        | Bogotá            | Kolumbien              | 16      | 33        | [ 4 ]              |
| 31. Jan. 1993 | Sprengstoffanschlag auf Zivilisten                                                           | Bogotá            | Kolumbien              | 20      |           | [ 5 ]              |
| 15. Feb. 1993 | Anschlag mit 2 Autobomben auf Billardhalle, Gericht und Hotel                                | Bogotá            | Kolumbien              | 4       | 240       | [ 6 ]              |
| 25. Feb. 1993 | Anschlag mit Autobombe auf Park                                                              | Medellín          | Kolumbien              | 0       | 35        | [ 7 ]              |
| 26. Feb. 1993 | Bombenanschlag auf das World Trade Center 1993                                               | New York City     | USA                    | 6       | 1042      |                    |
| 28. Feb. 1993 | Sprengstoffanschlag auf den Flughafen Zamboanga                                              | Zamboanga City    | Philippinen            | 0       | 30        | [ 8 ]              |
| 1. März 1993  | Anschlag mit Autobombe auf Militärrekrutierungszentrum                                       | Lima              | Peru                   | 2       | 54        | [ 9 ]              |
| 12. März 1993 | Anschlagsserie mit Auto- und Rollerbomben auf Banken, Hotels und andere Gebäude              | Mumbai            | Indien                 | 317     | 1400      | [ 10 ] [ 11 ]      |
| 16. März 1993 | Sprengstoffanschlag auf Wohngebäude                                                          | Kalkutta          | Indien                 | 65      | 125       | [ 12 ] [ 13 ]      |
| 20. März 1993 | Sprengstoffanschlag auf Zivilisten                                                           | Warrington        | Vereinigtes Königreich | 2       | 56        | [ 14 ] [ 15 ]      |
| 27. März 1993 | Sprengstoffanschlag gegen die JVA Weiterstadt                                                | Weiterstadt       | Deutschland            | 0       | 0         | [ 16 ]             |
| 29. März 1993 | Granatenangriff auf vietnamesisches Restaurant                                               | Phnom Penh        | Kambodscha             | 2       | 20        | [ 17 ]             |
| 31. März 1993 | Sprengstoffanschlag auf Kino                                                                 | Gola Gokaran Nath | Indien                 | 4       | 40        | [ 18 ]             |
| 1. Apr. 1993  | Anschlag mit Schusswaffen und Raketen auf Dorf                                               | Kampong Thom      | Kambodscha             | 27      |           | [ 19 ]             |
| 15. Apr. 1993 | Anschlag mit Autobombe auf brasilianische Botschaft und Einkaufszentrum                      | Bogotá            | Kolumbien              | 12      | 100       | [ 20 ]             |
| 22. Apr. 1993 | Sprengstoffanschlag auf Postamt                                                              | Kigali            | Ruanda                 | 0       | 21        | [ 21 ]             |
| 15. Apr. 1993 | Anschlag mit 3 Autobomben im Finanzbezirk                                                    | London            | Vereinigtes Königreich | 1       | 44        | [ 22 ]             |
| 1. Mai 1993   | Selbstmordattentat auf Ranasinghe Premadasa                                                  | Colombo           | Sri Lanka              | 24 (+1) |           | [ 23 ]             |
| 3. Mai 1993   | Anschlag mit Schusswaffen, Granaten und Artillerie auf UN-Gebäude, Kraftwerk und Wohngebäude | Siem Reap         | Kambodscha             | 4 (+13) | 21        | [ 24 ]             |
| 27. Mai 1993  | Anschlag mit Autobombe auf die Uffizien                                                      | Florenz           | Italien                | 5       | 48        | [ 25 ]             |
| 8. Juni 1993  | Sprengstoffanschlag auf Bus mit britischen Touristen                                         | Kairo             | Ägypten                | 1       | 22        | [ 26 ]             |
| 27. Juni 1993 | Sprengstoffanschläge auf Hotels                                                              | Antalya           | Türkei                 | 0       | 23        | [ 27 ]             |
| 25. Juli 1993 | Anschlag mit Schusswaffen und Mörser auf Militärlager                                        | Nordprovinz       | Sri Lanka              | 37      | 0         | [ 28 ]             |
| 11. Aug. 1993 | Sprengstoffanschlag auf Markt                                                                | Marneuli          | Georgien               | 0       | 20        | [ 29 ]             |
| 13. Sep. 1993 | Anschlag mit Autobombe auf Maninderjeet Singh Bitta                                          | Neu-Delhi         | Indien                 | 8       | 36        | [ 30 ]             |
| 4. Okt. 1993  | Selbstmordattentat mit Autobombe auf israelischen Pendlerbus und Soldaten                    | Jerusalem         | Israel                 | 0 (+1)  | 30        | [ 31 ]             |
| 7. Okt. 1993  | Sprengstoffanschläge auf Polizeibus, Parteibüro und Regierungsgebäude                        | Bogotá            | Kolumbien              | 2       | 45        | [ 32 ]             |
| 14. Okt. 1993 | Granatenangriff auf Fußballspiel                                                             | Mon-Staat         | Myanmar                | 7       | 45        | [ 33 ]             |
| 23. Okt. 1993 | Sprengstoffanschlag auf Fischgeschäft und Zivilisten                                         | Belfast           | Vereinigtes Königreich | 9 (+1)  | 57 (+1)   | [ 34 ]             |
| 29. Okt. 1993 | Sprengstoffanschlag auf Pendlerzug                                                           | Mumbai            | Indien                 | 2       | 44        | [ 35 ]             |
| 25. Nov. 1993 | Sprengstoffanschlag auf Atif Sidqi                                                           | Kairo             | Ägypten                | 1       | 20        | [ 36 ]             |
| 6. Dez. 1993  | Sprengstoffanschläge auf Bus und Expresszüge                                                 |                   | Indien                 | 1       | 37        | [ 37 ]             |
| 20. Dez. 1993 | Sprengstoffanschlag auf Parteibüro und Versammlung                                           | Beirut            | Libanon                | 2       | 90        | [ 38 ]             |
| 26. Dez. 1993 | Sprengstoffanschlag auf Kathedrale                                                           | Davao City        | Philippinen            | 6       | 151       | [ 39 ]             |
| 28. Dez. 1993 | Anschlag mit 3 Autobomben auf Polizeigebäude, Luftwaffen- und Marinestützpunkt               | Lima              | Peru                   | 2       | 27        | [ 40 ]             |